# Anopsicus speophilus
Anopsicus speophilus är en spindelart som först beskrevs av Chamberlin och Ivie 1938.  Anopsicus speophilus ingår i släktet Anopsicus och familjen dallerspindlar. Inga underarter finns listade i Catalogue of Life.